# Сборная ЮАР по теннису в Кубке Билли Джин Кинг
Сборная ЮАР в Кубке Федерации (англ. South Africa Fed Cup team) — женская национальная сборная, представляющая Южно-Африканскую Республику в Кубке Федерации (с 2020 года Кубок Билли Джин Кинг), основном ежегодном турнире женских национальных теннисных сборных. Победитель турнира 1972 и финалист 1973 года.

## История
Сборная ЮАР участвует в розыгрышах Кубка Федерации с первого года его проведения в 1963 году. В первый же год южноафриканская команда дошла до полуфинала в Мировой группе — высшем дивизионе турнира, — где проиграла австралийкам, которые в это время господствовали в женском теннисе вместе с командой США.
В следующие несколько лет команде ЮАР не удавалось повторить это достижение, но она сохраняла за собой место в Мировой группе. В начале 1970-х годов сборная, где играли Бренда Кирк и Патрисия Уокден, выиграла 9 матчей подряд, завоевав Кубок Федерации 1972 года и добравшись до финала на следующий год. В 1977 году южноафриканки (в составе которых выступали Грир Стивенс, Илана Клосс и Линки Босхофф) дошли до полуфинала Мировой группы, но дальнейших успехов не последовало, так как ЮАР была более чем на десятилетие исключена из турниров, проводимых Международной федерацией тенниса.
В апреле 1992 года сборная ЮАР, вновь допущенная в Кубок Федерации, обыграла все соперничающие команды в Европейско-африканской группе и обеспечила себе место в Мировой группе, где оставалась до 1996 года. В 1996 году, проиграв командам Испании и Бельгии, южноафриканки опустились во II Мировую группу, а через год вылетели и из неё. В последующие годы команда то опускалась до III Европейско-африканской группы (где играла в 2011, 2018 и 2022 годах), то боролась за возвращение в Мировую группу (в 2003 году), но возвращения в элиту к настоящему времени так и не состоялось.

### История участия в финалах Кубка Федерации
| Результат | Год  | Место проведения  | Покрытие | Состав             | Соперники                                         | Счёт |
| --------- | ---- | ----------------- | -------- | ------------------ | ------------------------------------------------- | ---- |
| Победа    | 1972 | Йоханнесбург, ЮАР | Хард     | Б. Кирк, П. Уокден | Великобритания: В. Вулдридж, Дж. Уильямс, В. Уэйд | 2:1  |
| Поражение | 1973 | Бад-Хомбург, ФРГ  | Хард     | Б. Кирк, П. Уокден | Австралия: П. Колмен, И. Гулагонг, Дж. Янг        | 0:3  |

## Статистика и рекорды
- Сезонов в Кубке Федерации — 45 (выиграно/проигранно матчевых встреч — 92-63)
- Чемпионских титулов — 1 (1972)
- Поражений в финале — 1 (1973)
- Самая длинная серия побед — 9 (1972—1973, включая завоевание Кубка Федерации в 1972 году и победы над сборными Бельгии (дважды), Бразилии, Франции, США, Великобритании, Греции, Нидерландов и Румынии)
- Самая крупная победа — 5:0 по играм, 10:0 по сетам, 60:19 по геймам ( ЮАР —  Болгария, 1995)
- Самый длинный матч — 7 часов 26 минут ( ЮАР —  Болгария 1:4, 2003)
  - Наибольшее количество геймов в матче — 116 ( ЮАР —  Болгария 1:4, 2003)
- Самая длинная игра — 3 часа 22 минуты ( Н. Грандин/Ш. Симмондс —  Я. Тинич/Д. Хердзелаш 6-3 6-73 4-6, 2014)
  - Наибольшее количество геймов в игре — 38 (3 разных игры)
- Наибольшее количество геймов в сете — 20 ( Элизе Тамаэла —  Натали Грандин 6-2 4-6 11-9, 2004)

- Наибольшее количество сезонов в сборной — 11 (Шанель Симмондс)
- Наибольшее количество матчей — 43 (Шанель Симмондс)
- Наибольшее количество игр — 61 (Шанель Симмондс, 33-28)
- Наибольшее количество побед — 33 (Натали Грандин, 33—18; Шанель Симмондс, 33-28)
  - В одиночном разряде — 25 (Аманда Кётцер, 25—9)
  - В парном разряде — 18 (Натали Грандин, 18—5)
  - В составе одной пары — 8 (Линки Босхофф / Илана Клосс, 8—1)
- Самый молодой игрок — 16 лет 4 дня (Илзе Хаттинг, 18 апреля 2012)
- Самый возрастной игрок — 36 лет 119 дней (Розалин Фэрбенк-Нидеффер, 1 марта 1997)

## Состав в 2023 году
- Лейг ван Зил
- Изабелла Крюгер
- Наледи Манюбе
- Сузани Преториус

Капитан — Роксанна Кларк

## Недавние матчи
| Дата           | Уровень                                   | Место проведения   | Покрытие | Соперницы         | Счёт |
| 15 апреля 2023 | Плей-офф II Европейско-африканской группы | Оэйраш, Португалия | Грунт    | Мальта            | 0:2  |
| 14 апреля 2023 | II Европейско-африканская группа          | Оэйраш, Португалия | Грунт    | Литва             | 1:2  |
| 13 апреля 2023 | II Европейско-африканская группа          | Оэйраш, Португалия | Грунт    | Ирландия          | 2:1  |
| 12 апреля 2023 | II Европейско-африканская группа          | Оэйраш, Португалия | Грунт    | Республика Косово | 0:3  |
| 11 апреля 2023 | II Европейско-африканская группа          | Оэйраш, Португалия | Грунт    | Грузия            | 0:3  |
| 10 апреля 2023 | II Европейско-африканская группа          | Оэйраш, Португалия | Грунт    | Эстония           | 0:3  |